# Gare de Bettembourg
Ne doit pas être confondu avec Gare de triage de Bettembourg.
La gare de Bettembourg est une gare ferroviaire luxembourgeoise de la ligne 6, de Luxembourg à Bettembourg, située à Bettembourg sur le territoire de la commune de Bettembourg, dans le canton d'Esch-sur-Alzette.
Elle est mise en service en 1859 par la Compagnie des chemins de fer de l'Est qui, par convention entre les sociétés, exploite les lignes de la Société royale grand-ducale des chemins de fer Guillaume-Luxembourg. C'est une gare de la Société nationale des chemins de fer luxembourgeois (CFL).

## Situation ferroviaire
Établie à 276 mètres d'altitude, la gare frontière de bifurcation de Bettembourg est l'aboutissement au point kilométrique (PK) 5,161 de la ligne 6, de Luxembourg à Bettembourg,  entre les gares de Berchem et d'Hettange-Grande, première gare française ouverte sur la ligne de Metz-Ville à Zoufftgen. Elle est également l'origine au PK 5,161 de la ligne 6a, de Bettembourg à Esch-sur-Alzette (avant la gare de Noertzange) et au PK 5,161 de la ligne 6b, de Bettembourg à Volmerange-les-Mines (après la gare de Dudelange-Burange).
Elle a été de 1899 à 1954 la gare d'origine de la ligne de Bettembourg à Aspelt des chemins de fer vicinaux, à voie métrique.

## Histoire
La station de Bettembourg construite par la Société royale grand-ducale des chemins de fer Guillaume-Luxembourg est mise en service le 11 août 1859 par la Compagnie des chemins de fer de l'Est du fait de la convention signée le 6 juin 1857 par les deux sociétés. Station de deuxième classe, elle est l'une des deux gares, avec Fentange (troisième classe), de la ligne entre la frontière et la gare de Luxembourg.

## Service des voyageurs

### Accueil
Gare CFL, elle dispose d'un bâtiment voyageurs, avec guichet d'information et salle d'attente. Des services sont proposés, notamment l'enregistrement des bagages et un guichet des objets trouvés. Le passage d'un quai à l'autre se fait par un souterrain. La gare est équipée d'un automate pour l'achat de titres de transport.
Le guichet de vente de la gare est fermé depuis le 1er mars 2020 dans le cadre de l’application de la gratuité des transports luxembourgeois (hors 1re classe et trains transfrontaliers).

### Desserte
Bettembourg est desservie par des trains trains express régionaux (TER), Regional-Express (RE) et Regionalbunn (RB) qui exécutent les relations suivantes, :
- Luxembourg - Rodange ;
- Bettembourg - Volmerange-les-Mines ;
- Luxembourg - Metz-Ville - Nancy-Ville ;
- Troisvierges - Luxembourg - Rodange.

### Intermodalité
Un parc pour les vélos (14 places) et un parking pour les véhicules (315 places) y sont aménagés. La gare possède un parking à vélo sécurisé mBox de 32 places,. La gare est desservie par les lignes 511, 512, 513, 550, 591, 621, 631, 632, 633, 641 et 650 du Régime général des transports routiers et, la nuit, par la ligne Late Night Bus Bettembourg du service « Nightbus ».
Une station du service d'autopartage Flex y est implantée.
Les dimanches et jours fériés, une navette gratuite au départ de la gare permet l'accès au Parc Merveilleux.